# ديل شاهتا هاي
ديل شاهتا هاي (بالهندية: दिल चाहता है)‏ (بالإنجليزية: Dil Chahta Hai)‏ (وتعني "القلب يرغب") هو فيلم هندي كوميدي دراما صدر في 2001 ا بطولة عامر خان، سيف علي خان، أكشاي خانا، بريتي زينتا، سونالي كلكرني، ديمبل كاباديا.

## القصة
في مومباي، يحضر أفضل الأصدقاء أكاش وسمير وسيدهارث (المعروف أيضًا باسم سيد) حفل تخرجهم من الكلية. يلاحظ أكاش فتاة جميلة تدعى شاليني ويقترب منها. دون علمه، شاليني مخطوبة لروهيت سريع الغضب، الذي يلكم أكاش لمغازلته لخطيبته. بعد الحادث، تطلب صديقة سمير، بريا، منه قطع العلاقات مع أكاش. يتردد سمير، وتتخلى عنه بريا. في اليوم التالي، يذهب هو وأكاش وسيد في رحلة برية مرتجلة معًا إلى جوا. يقابل أكاش صديقته السابقة المتشبثه، ديبا، التي يتجنبها. يجد سيد ديبا بمفردها على الشاطئ ذات يوم، ويشجعها على المضي قدمًا. في غضون ذلك، أعجب سمير بكريستين، التي التقى بها على الشاطئ والتي تدعي أنها من أصل سويسري. يبقى معها، لكنه يتعرض للاحتيال ويخسر أمواله حيث يتبين أن كريستين محتالة.
عند عودته إلى المنزل، يرتب والداه زواجًا مرتبًا لسمير من بوجا. وكما هي طبيعته، يُعجب سمير بها من النظرة الأولى، لكن بوجا لديها صديق يُدعى سوبود. وعلى الرغم من إصرار أكاش على ألا يفعل شيئًا، يتعرف سمير على بوجا ويحاول ملاحقتها. يلتقي سيد بجارة أكبر سنًا تُدعى تارا، وهي مصممة ديكورات داخلية. فقدت تارا حضانة ابنتها لزوجها السابق، ولديها إدمان متزايد على الكحول. وعلى الرغم من المحرمات المرتبطة بذلك، يجد سيد نفسه منجذبًا إليها. ويعترف بمشاعره ذات مساء لأكاش وسمير. لكن أكاش لا يبالي، ويقارن إعجاب سيد بـ "أول مرة" له مع امرأة أكبر سنًا، مما دفع سيد إلى صفعه. ثم يتشاجران، ويغادر أكاش إلى سيدني بعد فترة وجيزة، لإدارة أعمال العائلة هناك. وعلى الرغم من الخلاف الذي نشأ بين أكاش وسيد، إلا أن سمير تمكن من البقاء صديقًا لكل منهما.
يجد سمير وبوجا الحب بعد انفصالها عن سوبود. في سيدني، يلتقي أكاش بشاليني التي تزور عمها ماهيش. ينتهي بهما الأمر بالذهاب لمشاهدة معالم المدينة معًا، ويقضيان وقتًا متزايدًا مع بعضهما البعض مما يثير استياء روهيت. بعد مشاهدة الأوبرا مع شاليني، يدرك أكاش أنه يريد شاليني كشريكة حياة، لكن يتعين عليها العودة إلى مومباي لحضور حفل زفافها على روهيت. بتشجيع من ماهيش وسمير، يطلب أكاش من شاليني الزواج علنًا للمرة الثانية بعد تخرجهما، على الرغم من أنها تقبل هذه المرة، لأنها وقعت في حبه أيضًا. غادر سيد المدينة عندما تفاعلت تارا سلبًا مع مشاعره تجاهها. في الوقت الحاضر، يعود ليجدها تعاني من تليف الكبد بسبب الكحول. ينقلها سيد بسرعة إلى المستشفى، حيث يزوره سمير. يختار أكاش عدم الحضور، لكنه يندم في الصباح بعد القيادة بجوار جامعته الأم. يخبر سمير سيد عن خططه للزواج من بوجا، ويزور أكاش المستشفى لدفن ضغينته والتصالح مع سيد. يتم استدعاء سيد إلى جناح تارا لأنها تحتضر. تتمنى له السعادة قبل وفاته.
بعد ستة أشهر، يحزن سيد، لكنه يرافق أكاش وسمير وبوجا وشاليني في رحلة إلى جوا. يلتقي بامرأة تبتسم له. ينتهي الفيلم، حيث يظهر الأصدقاء الثلاثة وهم يستمتعون بالعشاء مع شركائهم.

## طتقم التمثيل
- عامر خان بدور أكاش مالهوترا
- سيف علي خان في دور سمير مولشانداني
- أكشاي خانا في دور سيدارت "سيد" سينها
- بريتي زينتا في دور شاليني
- سونالي كولكارني في دور بوجا
- ديمبل كاباديا في دور تارا جايسوال
- سامانثا تريماين في دور ديبا
- أيوب خان في دور روهيت
- راجات كابور في دور ماهيش، خال شاليني
- سوشيترا بيلاي في دور بريا
- سوهاسيني مولاي في دور نانديني سينها، والدة سيد
- بومي دكتور في دور أ. ر. مولشانداني، والد سمير
- أنجولا بيدي في دور السيدة مولشانداني، والدة سمير
- يوسف حسين بدور ناريش: والد بوجا
- أحمد خان في دور أ. ك. مالهوترا: والد عكاش
- راجيندراناث زوتشي في دور أجاي: زوج تارا السابق (صوت فقط)
- ماندالا تايد بدور الفتاة التي تبتسم لسيد في ذروة الأحداث
- راكيش باندي بدور بالوانت؛ والد روهيت

## روابط خارجية
- ديل شاهتا هاي على موقع IMDb (الإنجليزية)
- ديل شاهتا هاي على موقع روتن توميتوز (الإنجليزية)
- ديل شاهتا هاي على موقع نتفليكس (الإنجليزية)
- ديل شاهتا هاي على موقع قاعدة بيانات الأفلام العربية
- ديل شاهتا هاي على موقع Turner Classic Movies (الإنجليزية)
- ديل شاهتا هاي على موقع أول موفي (الإنجليزية)
- ديل شاهتا هاي على موقع فيلمافينيتي (الإسبانية)
- ديل شاهتا هاي على موقع قاعدة بيانات الفيلم (الإنجليزية)
- ديل شاهتا هاي على موقع ليتربوكسد (الإنجليزية)
- ديل شاهتا هاي على موقع كينوبويسك (الروسية)